# Raymond Terrace
Raymond Terrace är en ort i Australien. Den ligger i kommunen Port Stephens Council och delstaten New South Wales, i den sydöstra delen av landet, omkring 130 kilometer norr om delstatshuvudstaden Sydney. Antalet invånare är 13 606.
Trakten är tätbefolkad. Närmaste större samhälle är Newcastle, omkring 20 kilometer söder om Raymond Terrace. 
Trakten runt Raymond Terrace består till största delen av jordbruksmark. Genomsnittlig årsnederbörd är 1 277 millimeter. Den regnigaste månaden är februari, med i genomsnitt 223 mm nederbörd, och den torraste är juli, med 46 mm nederbörd.